# Sân bay quốc tế Cleveland Hopkins

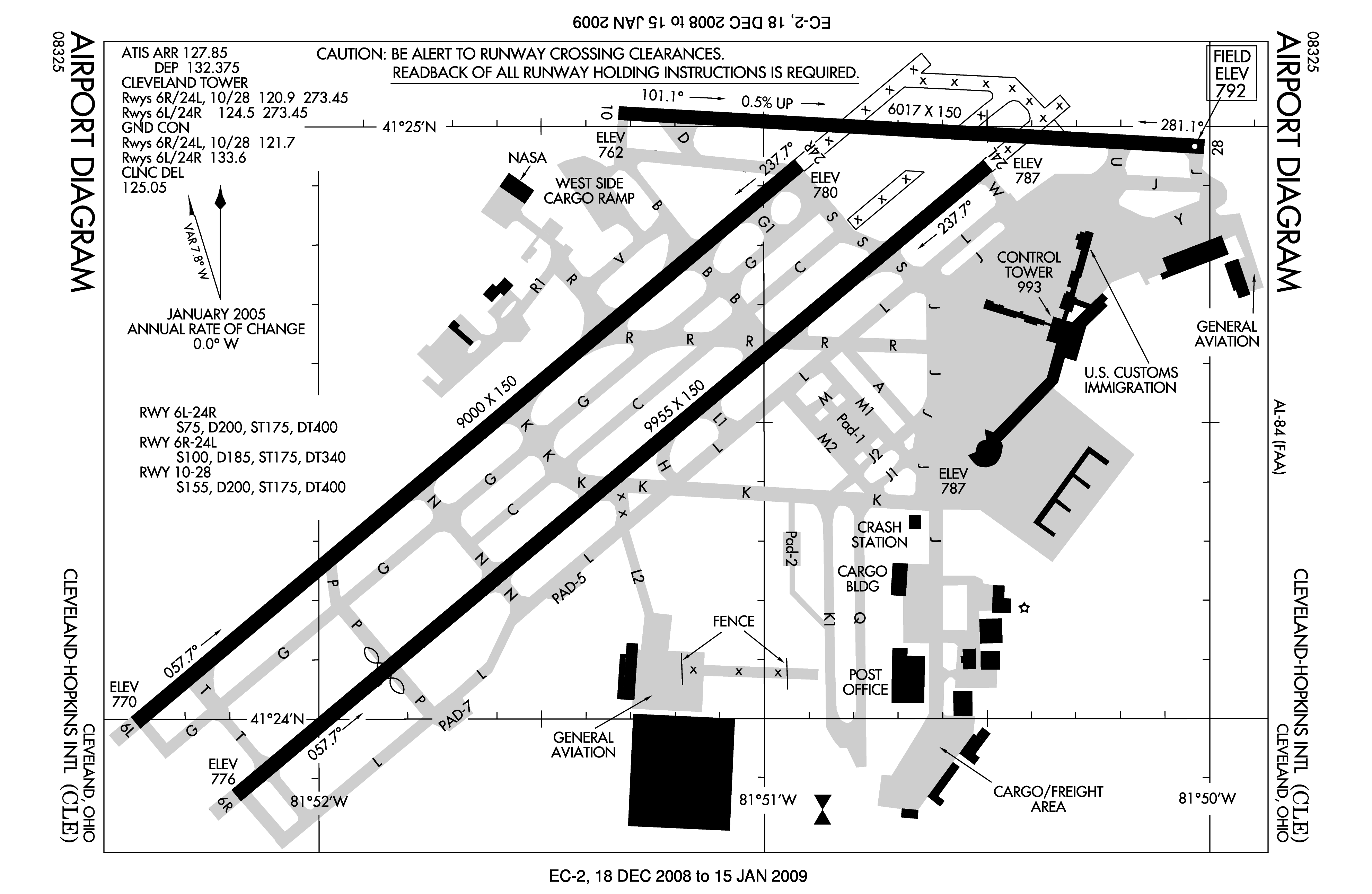
Sơ đồ sân bay FAA

Sân bay quốc tế Cleveland Hopkins (mã sân bay IATA: CLE, mã sân bay ICAO: KCLE, mã sân bay FAA LID: CLE) là một sân bay công cộng nằm chín dặm (14 km) về phía tây nam khu kinh doanh trung tâm của Cleveland, một thành phố trong quận Cuyahoga, tiểu bang Ohio, Hoa Kỳ. Sân bay này nằm trong giới hạn thành phố Cleveland. Đây là sân bay lớn nhất ở tiểu bang Ohio và năm 2009 là sân bay lớn thứ 39 ở Bắc Mỹ.
Sân bay này được thành lập vào năm 1925, làm cho nó là sân bay thuộc sở hữu khu tự quản đầu tiên tại Hoa Kỳ. Sân bay này là nơi có nhiều thứ nhất của sân bay: đài không lưu đầu tiên, kiểm soát bằng sóng vô tuyến mặt đất lên không trung, hệ thống chiếu sáng sân bay đầu tiên, tất cả đều vào năm 1930, và sân bay Mỹ đầu tiên được trực tiếp kết nối với hệ thống giao thông địa phương hoặc khu vực đường sắt, trong năm 1968. Sân bay được đặt theo tên người sáng lập, cựu thành phố quản lý William R. Hopkins, vào ngày sinh nhật 82 của ông vào năm 1951.
Sân bay đã phục vụ 9.492.455 lượt hành khách trong năm 2010, giảm 2,3% so với năm 2009, sự sụt giảm hành khách tại Hopkins xếp thứ 5 về mức sụt giảm lớn nhất trong số 50 sân bay lớn nhất ở Mỹ trong năm 2009. Có 192.863 lượt chuyến (cất cánh và hạ cánh) vào năm 2010. sân bay xử lý hơn 325 chuyến bay thẳng hàng ngày với hơn 85 điểm đến. Nó là trung tâm lớn thứ ba cho Continental Airlines và hãng hàng không khu vực của nó ExpressJet, Chautauqua, Colgan Air, CommutAir, và Gulfstream International Airlines. Sau vụ sáp nhập của Continental với United Airlines, sân bay này sẽ trở thành trung tâm nhỏ nhất trong 8 trung tâm lục địa Hoa Kỳ kết hợp tính theo lượng khách lên máy bay (dù bận rộn hơn Guam). Sân bay quốc tế Cleveland Hopkins, cùng với sân bay Cleveland Burke Lakefront bao gồm hệ thống sân bay Cleveland vận hành bởi Cơ quan quản lý cảng thành phố Cleveland.